# Michael Pohl (Leichtathlet)

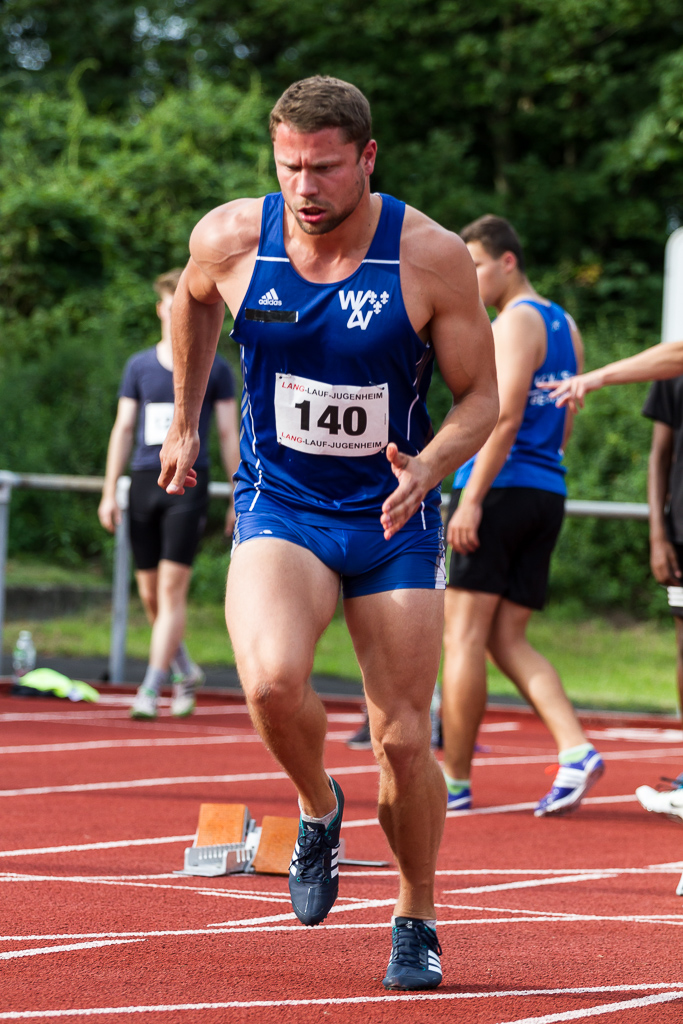
Michael Pohl, 2017

Michael Pohl (* 18. November 1989 in Frankfurt am Main) ist ein ehemaliger deutscher Leichtathlet, der sich auf Sprints spezialisiert hatte und auch Staffeln lief.

## Vereinszugehörigkeiten
Pohl startete seit 2018 für das Sprintteam Wetzlar und war zuvor beim Wiesbadener LV.

## Erfolge
- 2017: Platz 4 Deutsche Hallenmeisterschaften (60 m)
- 2017: Deutscher Vizemeister (100 m)
- 2018: Deutscher Meister Hallenhochschulmeisterschaften (60 m)
- 2018: Deutscher Vizemeister Halle (60 m)
- 2018: Platz 4 Deutsche Meisterschaften (100 m)
- 2019: Deutscher Vizemeister Halle (60 m)
- 2019: Deutscher Meister (100 m)